# Беляева, Нина Юрьевна
Ни́на Ю́рьевна Беля́ева (род. 1 июня 1957, Москва) — российский политолог, общественный деятель, эксперт по гражданским и политическим правам человека, гражданскому обществу и публичной политике. Кандидат юридических наук, профессор, основательница и заведующая кафедрой публичной политики Высшей школы экономики (2000—2022), основательница и академическая руководительница международной магистерской программы НИУ ВШЭ «Политический анализ и публичная политика» со специализацией «Права человека и демократическое управление» (2006—2022), член Российской Ассоциации Политической Науки. Член панели экспертов ОБСЕ по свободе мирных собраний (2006—2022). Декан Номадского Университета (Global Nomad University), базирующегося в Батуми (Грузия) (2024—н. в.).

## Биография
Родилась 1 июня 1957 года в Москве.
В 1981 году окончила с отличием юридический факультет МГУ им. Ломоносова по специальности «Правоведение» (кафедра конституционного права). В 1986 году защитила диссертацию на соискание ученой степени кандидата юридических наук по теме «Правовое обеспечение политической активности общественных организаций в СССР» в Институте государства и права АН СССР. В 1987-м году прошла стажировку в UNESCO в Школе права Лондонского Университета (Великобритания), а в 1991-м году — стажировку в Институте политических исследований Университета Джонса Хопкинса (США). В 1992 году — приглашенный научный сотрудник Центра Стратегических и Международных Исследований (США), в 1993 году — приглашенный старший научный сотрудник Института Мира США (United States Institute of Peace).
Работала приглашенным профессором политологии и права в университетах Джорджтауна, Колорадо, Балтимора (США), Зальцбурга (Австрия), Кейптауна (ЮАР), Болоньи, Турина (Италия). С 2000 по 2022 год — профессор НИУ ВШЭ, является членом ученого совета университета, заведующим кафедрой публичной политики, а также академическим руководителем англоязычной магистерской программы «Политический Анализ и Публичная Политика» (Political Analysis and Public Policy).
С 2024 года является деканом Номадского Университета (Global Nomad University), базирующегося в Батуми (Грузия).
В студенческие годы увлекалась альпинизмом, театром, хореографией.

## Научная деятельность
Сфера профессиональных научных интересов Нины Беляевой включает анализ публичной политики (public policy); регулятивные режимы, гражданское общество и государство; гражданское участие, система аналитического обеспечения принятия решений.

## Экспертная и общественная деятельность
Эксперт по вопросам правового регулирования общественных объединений граждан, была членом экспертной панели бюро по демократическим институтам и правам человека в ОБСЕ «О Свободе Мирных Собраний» (2006—2022), инициатор и руководитель рабочей группы ученых и экспертов по разработке концепции и текста проекта Закона РФ «Об общественных объединениях» (принят в 1995 г.), входила в рабочие группы по подготовке и экспертизе проектов федеральных законов «О политических партиях», «О некоммерческих организациях» (принят в 1995 г.), «О благотворительной деятельности и благотворительных организациях» (принят в 1995 г.), законов города Москвы «О благотворительной деятельности» (принят в 1995 г.) и Закону города Москвы «О социальном заказе».

## Публикации
- Nina Belyaeva, Brad Roberts, Walter Laqueur (Foreword by). After perestroika: democracy in the Soviet Union. Center for Strategic and International Studies (Washington, D.C.). Significant issues series, 1991;
- Nina Belyaeva. Russian democracy: crisis as progress. Washington quarterly, 16(2) Spring 1993;
- Nina Belyaeva (ed.). Russian and American think tanks : an initial survey. Kennan Institute for Advanced Russian Studies. Washington, D.C. 1994 ;
- Nina Belyaeva (ed.). Public Policy in Contemporary Russia: Actors and Institutions. (HSE, 2006);
- Nina Belyaeva (ed.). Russian Constitutional Development: Strategies For The New Institutional Design (HSE, 2007);
- Nina Belyaeva. Development of the Concept of a Public Policy: Attention to «Motive Forces» and Operating Actors / Polis. 2011. Т. 123. № 3. (p. 72-87);
- Nina Belyaeva. Liliana Proskuryakova.Civil Society Diamond. CIVICUS Civil Society Index — Shortened Assessment Tool. Report for the Russian Federation. Interlegal. 2008;
- N.Y. Belyaeva. Analysts: «Consultants» or «Independent Policy Actors» // Politicka Misao, 2011. Т. 48. № 5;
- Nina Belyaeva (ed.). Analytical Communities in Public Policy: Global Phenomenon and the Russian Practices / ROSSPEN. 2012;
- Nina Belyaeva, Nikita Zagladin. Global Civil Identity: From Ethical Imperatives to Global Institutes/ Political Identity and Policy of Identity. ROSSPEN. 2012;
- Nina Belyaeva. Double National-Political Identity / Political Identity and Policy of Identity. ROSSPEN. 2012;
- Аналитические сообщества в публичной политике: глобальный феномен и российские практики / Отв. ред.: Н. Ю. Беляева. М. : РОССПЭН, 2013.
- Zaytsev D. G., Belyaeva N. Y. Determinants of the Policy Impact of Analytical Communities in Russian Regions: Cases of Karelia, Tatarstan and Saratov // Central European Journal of Public Policy. 2017. Vol. 11. No. 2. P. 23-42
- Belyaeva N. Y. Citizen Plenums in Bosnia Protests: Creating a Post-Ethnic Identity, in: Non-western social movements and participatory democracy: Protest in the age of transnationalism / Ed. by E. Arbatli, D. Rosenberg. Switzerland : Springer, 2017. P. 115—138.
- Belyaeva N. Y. The Dynamic Nature of Policy Capacity: Internet Policy in Italy, Belarus and Russia, in: Policy Capacity and Governance. Assessing Governmental Competences and Capabilities in Theory and Practice. Springer, 2018. Ch. 18. P. 411—439.
- Belyaeva N. Y. at al (2023). Narrative strategies in a nondemocratic setting: Moscow’s urban policy debates // Policy Studies Journal 51(1), 79-100. https://doi.org/10.1111/psj.12445.